# Fontihoyuelo
Fontihoyuelo (appelée Fontihoyuelos jusqu'en 1857) est une commune de la province de Valladolid dans la communauté autonome de Castille-et-León en Espagne.

## Sites et patrimoine
- Église San Juan.

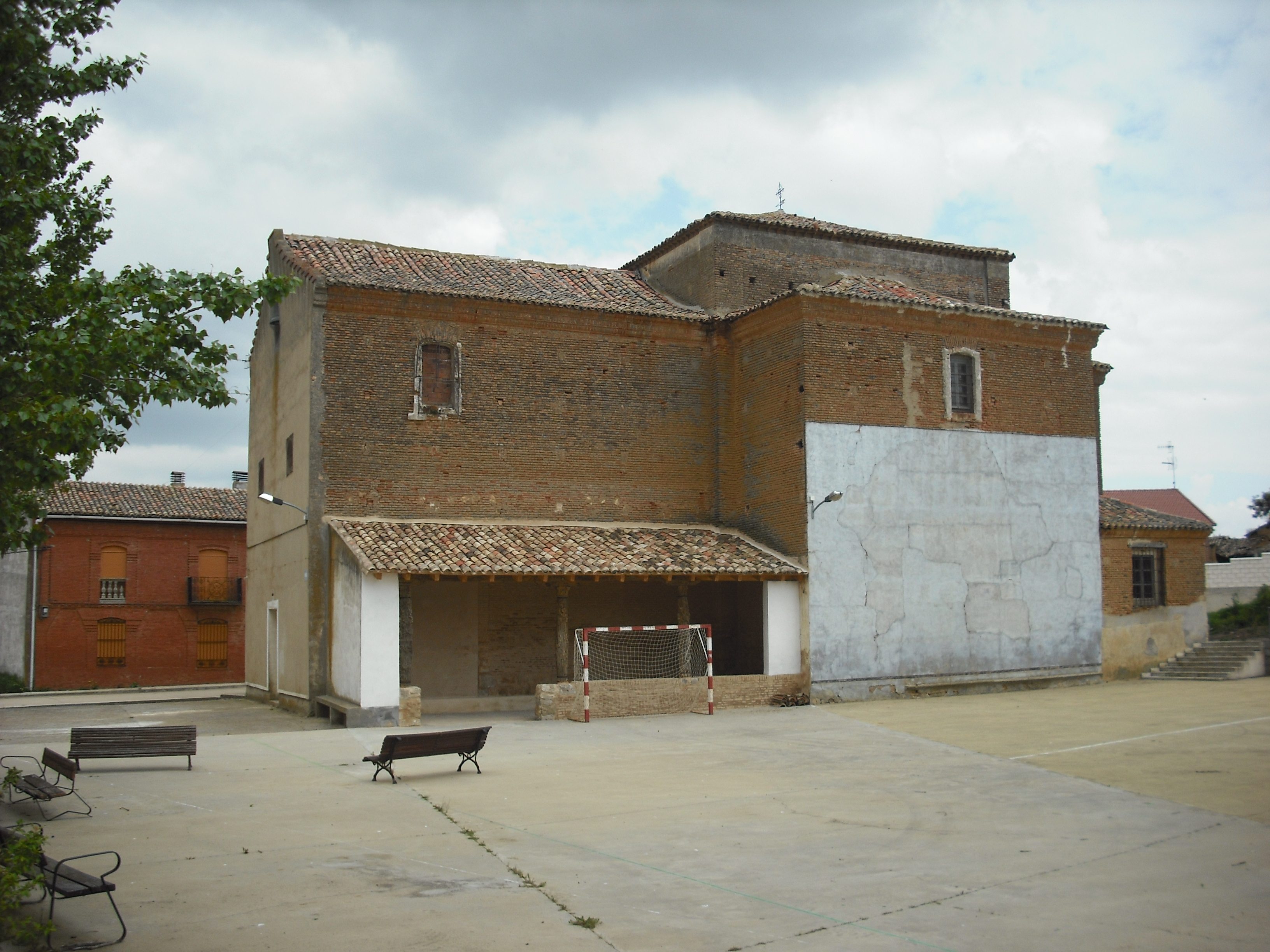
Église del Salvador.
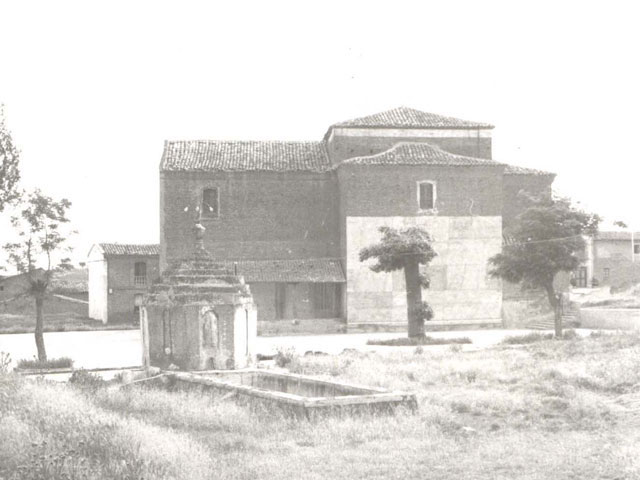
Église del Salvador. Fondation Joaquín Díaz.
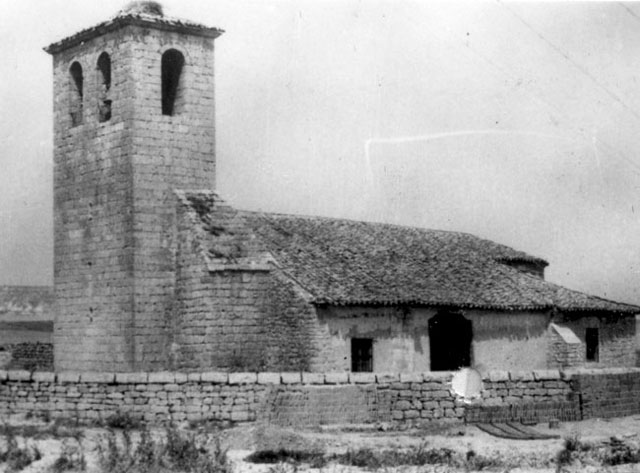
Église del Salvador. Fondation Joaquín Díaz.
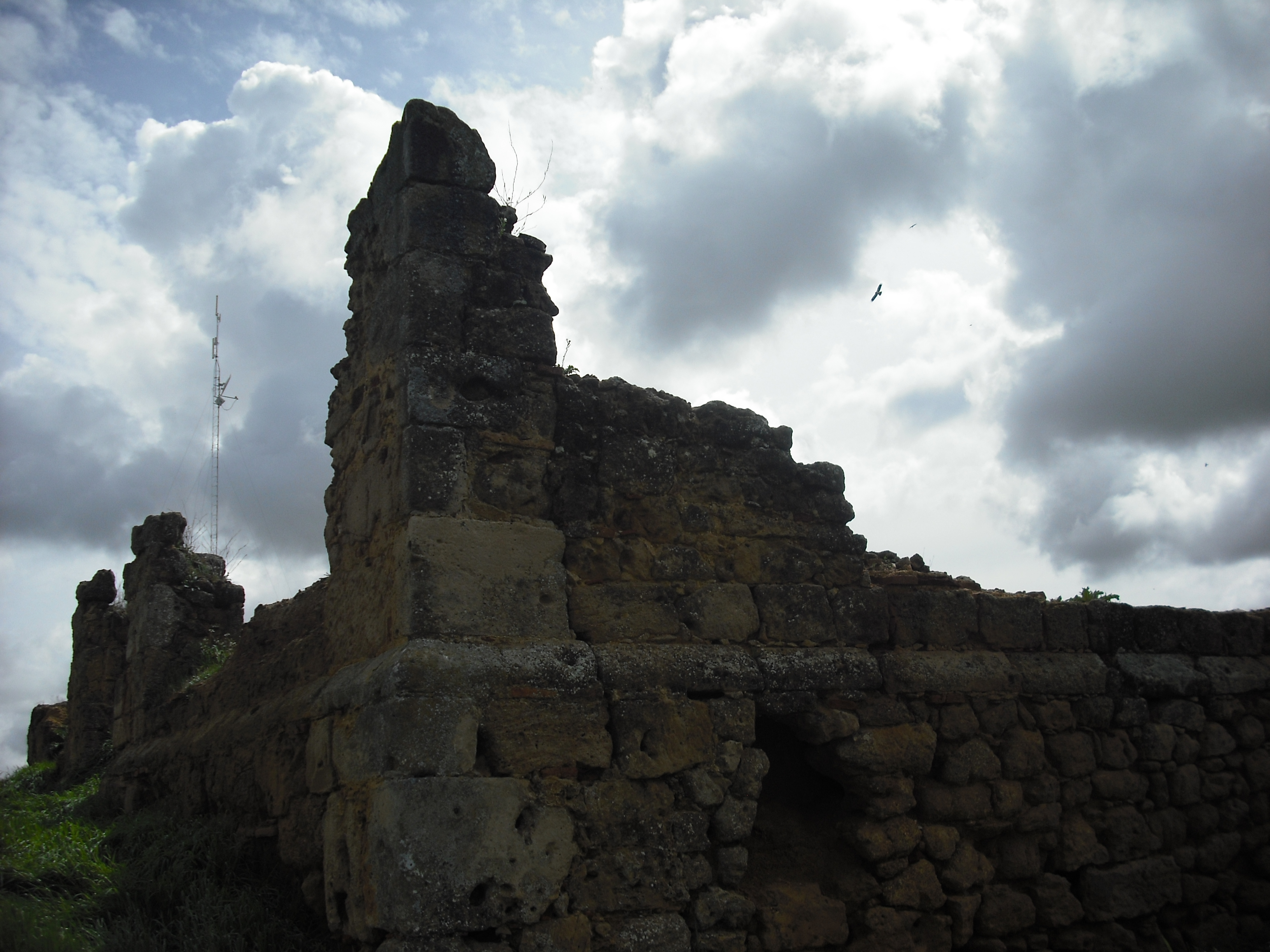
Ruines de l'église San Juan.

- Église del Salvador.
- Église del Salvador.
Fondation Joaquín Díaz.
- Église del Salvador.
Fondation Joaquín Díaz.
- Ruines de l'église San Juan.